# Holländsk körhäst
Den holländska körhästen är en hästras som utvecklades i Holland efter andra världskriget och är baserad på det holländska varmblodet och de båda raserna skrivs in i samma stambok under olika sektioner. Genom att korsa de holländska varmbloden med andra kraftigare varmblodshästar fick man fram en utmärkt körhäst som kunde användas till tävlingskörning efter att de grövre och tyngre arbetshästarna hade förlorat sin roll i samhället i och med mekaniseringen av jordbruken. Tävlingskörning började dock bli på modet och idag blir hästarna bara mer och mer populära. I Holland kallas hästarna även Tuigpaard.

## Historia
Holländarna har avlat fram körhästar sedan 1800-talet och många av dessa hästar var kända för sitt högklassiga och ädla utseende och var allmänt kända som en lyxvara, som enbart de högra samhällsklasserna hade råd med. Bland annat räknades de holländska raserna Groningen och gelderländare in bland dessa dyrare körhästar.
Efter andra världskriget började mekaniseringen av jordbruken och många av de tunga kallblodshästarna blev överflödiga. Men trots detta fortsatte många att köra med hästar och tävlingskörning blev mer och mer populärt och efterfrågan på vackra och nobla körhästar ökade. Holländarna som hade avlat fram det framgångsrika holländska varmblodet som erkändes 1969 ville nu utveckla en gren av körhästar samtidigt som den typiska sporthästen.
För att försöka avla fram en genuint holländsk körhäst avlade man de atletiska varmbloden med de körhästarna Groningen och gelderländare men för att ge hästarna mer unikt utseende och egenskaper korsade man dem även med andra kända körhästar. I början av 1990-talet importerade man en hingst av hackneytyp vid namn Cambridge Cole och i mitten av 1990-talet även en American saddlebredhingst vid namn Immigrant.
Efter mitten av 1990-talet importerades fler Hackneyhingstar och en palominofärgad saddlebredhingst från Danmark som hette Denmarks Golden Boy, senare byttes namnet till Hollands Golden Boy. Än idag är det tillåtet att avla stamboksförda holländska körston med Hackneyhingstar för att undvika inavel.
Förr brukade även hästar brännmärkas och körhästarna märktes med samma märke som varmbloden, en sköld med ett lejon. Idag är det förbjudet att brännmärka hästar i Holland och märket syns bara på äldre hästar och då på det högra, bakre låret. Idag märks hästarna med microchip istället. Det finns idag cirka 40 avelshingstar och cirka 2000 avelsston.
I USA har man även korsat en del av körhästarna med arabiska fullblod för att få fram riktigt eleganta körhästar som används i nöjeskörning, shower och ridning. Arabens uthållighet har visat sig komma väl till hands inom tävlingskörning.

## Stamboksföring och registrering
De holländska körhästarna har väldigt specifika regler för att få stambokföras. Fölen som föds får enbart namnges med namn som startar på en specifik bokstav som gäller för det året det föds. Stofölen ges samma namn som mamman men första bokstaven byts ut till den gällande bokstaven och hingstfölen namnges efter samma regler med pappans namn. Exempelvis, om mamman heter Belinda och bokstaven för året är Z så namnges således fölet till Zelinda.
Idag registreras de holländska körhästarna under ett separat register i den gemensamma stamboken för det holländska varmblodet men för att registreras måste hästarna genomgå noggranna veterinärundersökningar och testas både för sitt temperament och för sina förmågor. Hästar som är alldeles för heta sorteras bort och får inte användas i aveln, men får dock registreras.

## Användning
Den holländska körhästen kombinerar det holländska varmblodets atletiska egenskaper med Hackneyhästarnas fina och höga rörelser. Hästarna används mest inom körning på tävlingsnivå men även till ridning och de fina rörelserna har gjort att den även utmärkt sig som dressyrhäst.
Ibland kan man även visa hästarna i shower, antingen för att få hästen avelsbedömd eller premierad och enligt tradition flätar man då hästens man, men svansen ska vara utsläppt för att man tydligt ska se att svansen lyfts ordentligt. Hästen visas även med ett vitt träns utan nosband.
Det vanligaste är dock att hästarna används som körhästar och är den ras som används mest inom tävlingskörning.

## Karaktär
Den holländska körhästen är väldigt lik det holländska varmblodet med ett ganska långt och brett huvud med raka linjer och rak, platt nosprofil. Hästarna ska vara atletiska men lugna till temperamentet och har en väldigt typisk varmblodskaraktär. Nacken är högt ställd och bogen är kraftfull och ganska lång. Körhästarna är dock mer långbenta och bär huvud och svans högre än de traditionella holländska varmbloden. Frambenen är längre än bakbenen vilket underlättar för hästarna att sänka ryggen och arbeta med bakbenen. Körhästarna är även ganska högställda och kvadratiska i kroppsformen.
Hästens rörelser och aktion är mest framträdande hos rasen och även om galoppen inte är speciellt utvecklad så har hästarna en väldigt energisk och flytande trav. Knärörelserna är höga och stegen vägvinnande. Det holländska varmblodet är känt som den hästras som bäst tål stress vid tävlingar och körhästarna har ärvt lite av detta men är generellt mer heta och känsliga för alltför mycket oljud och stök.
Hästarna är vanligtvis bruna, fuxfärgade, svarta eller skimmel, ibland med inslag av brunt, svart eller rött, alla färger utom tigrerad är tillåtna. Även om skäck är ganska ovanligt så är det tillåtet. På många av körhästarna tillåter man hovarna att vara lite längre än vanligt för att ge extra fjädring i steget och på tävlingar är det strikt förbjudet att sko hästarna med extra tunga skor.